# Inglewood (Nebraska)
Inglewood je selo u američkoj saveznoj državi Nebraska. Prema popisu stanovništva iz 2010. u njemu je živjelo 325 stanovnika.